# .xxx
.xxx — загальний домен верхнього рівня, пропонований компанією ICM Registry для порнографічних сайтів та порноіндустрії.
На думку голови компанії ICM Registry Стюарта Лоулі, введення домену «це прекрасна новина для тих, хто хоче скористатися дорослим контентом або відфільтрувати його».
Запуск цього домену було відхилено 10 травня 2006 року на засіданні ради директорів ICANN 9-ма голосами проти 5-ти.
Але 12 березня 2010 року на ICANN конференції у Найробі знову піднялося питання про створення цієї доменної зони. Проте ухвалення остаточного рішення з цього спірного питання було відкладено як мінімум на 70 днів.
25 червня 2010 року на ICANN конференції у Брюсселі було схвалено створення доменної зони .xxx. Всього в ICM надійшли попередні заявки на реєстрацію 200 000 доменних імен у цій зоні.

## Етапи запуску[5]
На 2011.06.24 йде етап попереднього прийому заявок. Деякими реєстраторами приймаються заявки від власників .com, .net та інших схвалених ICANN cctld доменів.
Sunrise A — 2011.09.07, тривалість 30 днів. Тільки для учасників індустрії для дорослих — для власників сайтів і торгових марок.
Sunrise B — 2011.09.07, тривалість 30 днів. Тільки для власників сайтів і торгових марок, які не є учасниками індустрії для дорослих і бажають назавжди заборонити до реєстрації у зоні xxx своє ім'я. Заборона проводиться раз і назавжди за допомогою одноразового платежу.
Landrush — 2011.10.24 — тривалість 10 днів. Тільки для учасників індустрії для дорослих. Конкурентні заявки будуть розіграні на аукціоні.
Відкритий запуск — 6 грудня 2011 року. «Перший прийшов, перший отримав».